# Hans Graf (Politiker)
Hans Graf (* 31. August 1890 in Lörrach; † 9. Oktober 1968) war ein deutscher Politiker und vom 2. Januar 1934 bis 26. April 1945 während der NS-Diktatur Bürgermeister der Stadt Deggendorf.

## Biografie
Graf besuchte ein humanistisches Gymnasium und wurde nach Studium in Halle (Saale) und Darmstadt Diplomingenieur der Elektrotechnik. Seit 1910 gehörte er der Burschenschaft Alemannia auf dem Pflug Halle an.
Als Freiwilliger nahm er von 1914 bis 1918 am Ersten Weltkrieg teil. Berufsbedingt zog er danach nach Landshut, heiratete dort 1921 und wurde Vater zweier Söhne. 1930 erfolgte seine Versetzung und Umzug der Familie nach Deggendorf.
Am 29. August 1939 wurde Graf in die Wehrmacht eingezogen. Bis zu seiner krankheitsbedingten Entlassung aus dem Wehrdienst am 8. August 1943 war er in Polen, Frankreich und Belgien stationiert.
Nach seiner Internierung von April 1945 bis Juli 1948 lebte er mit seiner Frau in Landshut.

## Nationalsozialismus und Politik
Bereits im Frühjahr 1921 wurde Graf in die NSDAP aufgenommen. 1923 beteiligte er sich am Hitlerputsch in München. Nach dem Verbot der NSDAP und deren Wiedergründung trat Graf zum 8. August 1925 wiederum in die Partei ein (Mitgliedsnummer 14.476), 1932 erfolgte der Eintritt in die SA.
In der SA war Graf in Kürze Führer der Standarte 32 mit Befehlsgewalt über 2000 Männer. Nach mehreren Stufen wurde er am 30. Januar 1939 zum SA-Oberführer befördert.
Im März 1933 wurde Graf zum SA-Sonderkommissar für den Bezirk Deggendorf ernannt. In der Anfangszeit seiner Tätigkeit als Sonderkommissar erfolgten Verhaftungen, aber auch Deportierungen in das Konzentrationslager Dachau.
Da aufgrund des Gleichschaltungsgesetzes der Stadtrat neu besetzt wurde, erfolgte am 26. April 1933 die einstimmige Wahl Grafs zum zweiten Bürgermeister. Nachdem Bürgermeister Anton Reus zum 31. Oktober 1933 erzwungenermaßen in den Ruhestand ging, wurde Graf am 2. Januar 1934 vom nur mit NSDAP-Mitgliedern besetzten Stadtrat einstimmig zum Bürgermeister gewählt.
Als Bürgermeister wollte Graf ein neues Sommerbad errichten, was jedoch wegen Problemen zum Bauort scheiterte. In seine Amtszeit fielen aber die erfolgreiche Erweiterung des Krankenhauses, Straßenverbesserungen und Wohnbauprojekte.
Während seines Wehrdienstes von 1939 bis 1943 wurde er im Bürgermeisteramt von Ortsgruppenführer Sebastian Weiß vertreten.
Als SA-Oberführer wurde Graf 1944 zum Kreisstabsführer des Volkssturms ernannt, der jedoch nicht zum Einsatz kam. Am 28. April 1945 wurde er als SA-Führer verhaftet und in Hersbruck interniert. Nach den Lagern in Plattling und Regensburg wurde er im Spruchkammerverfahren am 5. Juli 1948 – auch aufgrund von 23 eidesstattlichen Erklärungen – als minderbelastet eingestuft und aus der Internierung entlassen.